# Étang de Sandun
L'étang de Sandun est un plan d'eau artificiel situé sur la commune de Guérande, dans le département français de la Loire-Atlantique.

## Présentation
L'étang de Sandun est un plan d'eau de 31 hectares géré par la communauté d'agglomération de la Presqu'île de Guérande Atlantique. Il tire son nom du lieudit Sandun à Guérande, dans le parc naturel régional de Brière. Formé grâce à l'aménagement d'un barrage sur un cours d'eau, il constitue jusqu'en 1998 une réserve d'eau potable pour les besoins de la presqu'île de Guérande.
Depuis 1998, il s'agit d'un étang d'agrément pour la pêche de loisir et la chasse au gibier d'eau, pratiques règlementées et exclusivement réservées aux membres des associations Le Bouchon de Sandun et Les Chasseurs de Sandun.
L'association Le Bouchon de Sandun, fondée en 1978 par Olivier Guichard, est domiciliée au café-tabac La Licorne dans le quartier de la Madeleine à Guérande. Chargée de la gestion de la pêche dans l'étang, elle compte, en 2021, 250 membres et enregistre 400 inscriptions à la journée par an. Différentes techniques de pêche sont pratiquées : au leurre, no-kill, au vif, au coup, sans utilisation de barque sur l'étang.
Avant 1998, le niveau d'eau pouvait fortement baisser l'été, ce qui provoquait une asphyxie des poissons et les empêchait de  frayer. Ce n'est plus le cas de nos jours. Toutefois, la configuration ne permettant pas aux poissons d'accéder naturellement à l'étang, on pratique un réempoissonnement régulier en espèces provenant d'une pisciculture basée dans l'Indre, incluant des carnassiers (brochet, sandre, perche noire) et poissons blancs (gardon).
En plus d'effectuer les opérations d'alevinage, l'association Le Bouchon de Sandun contribue au nettoyage et à l'entretien des berges, facilitant la tâche des équipes de la communauté d'agglomération de la Presqu'île de Guérande Atlantique. Des activités de loisir se sont développées aux abords de l'étang (un camping, une aire de pique-nique) mais de nombreux endroits restent volontairement inaccessibles pour préserver les lieux. Il est ainsi impossible de faire le tour de l'étang.